# Italian Language Foundation
The Italian Language Foundation (ILF) foi criada em 3 de julho de 2008 para promover e apoiar o ensino da língua italiana nos Estados Unidos.
Foi fundada por Margaret I. Cuomo e Louis A. Tallarini, seu presidente. Cuomo, que trabalhava com sua mãe, Matilda Raffa Cuomo, ex-primeira-dama do estado de Nova Iorque, havia defendido com êxito o College Board para desenvolver e implementar o programa em língua e cultura italiana, lançado em 2005, mas interrompido após o ano letivo de 2008-2009 devido a razões orçamentais.
A ILF trabalhou com os principais grupos e educadores sem fins lucrativos ítalo-americanos interessados em cultura e idioma italiano, como a Associação Americana de Professores de Italiano e o Conselho Americano de Ensino de Línguas Estrangeiras (ACTFL)., bem como com a Itália, a fim de aumentar a conscientização e os fundos em apoio à sua missão. Além de uma promessa de US $ 1.500.000 da Itália, a Columbus Citizens Foundation, organizadores do Columbus Day Parade anual da cidade de Nova Iorque, prometeram mais de US$ 500.000 em apoio à reintegração do programa italiano.
Em 10 de novembro de 2010, o College Board anunciou que o programa de italiano da AP seria restabelecido a partir do outono de 2011, com o primeiro exame de italiano da AP marcado para maio de 2012.